# 索尼Cyber-Shot DSC-R1
索尼 Cyber-shot DSC-R1是一台高端数码相机，由索尼于2005年发布。R1最为引人关注的就是其所配备的APS-C幅面（21.5 毫米 × 14.4 毫米）的千万像素级别CMOS传感器，达到甚至超过了当时市面上部分数码单反相机的规格。在高端的数码相机中，多数使用2/3英寸或1/1.8英寸的传感器，而索尼R1这一超规格的配置使得其得到了“兽王”的绰号（高端数码相机多被称作怪兽级）。
对应于该APS-C的传感器。R1上装配了等效135焦距为 24–120 mm  Vario-Sonnar T* 的卡尔·蔡司镜头，光圈范围f/2.8 - f/4.8。 
R1作为Cyber-Shot R系列的唯一一款相机，并未有续作的计划；在DSC-R1发布的一年后（2006年），索尼接受了柯尼卡美能达的影像实业部门，并且当年即发表了其单反领域的品牌——Sony α。
索尼R1是Cyber-Shot系列中唯一一款使用APS-C规格传感器的数码相机，由此向业界与消费者展现了自己数码相机开发方面的实力，而更为重要的是，索尼藉由R1的开发，在其上进行了技术的验证，积攒了小型数码相机以外的大幅面感光元件相机开发经验；2010年，索尼发表了新的无反光镜的E卡口系统，代表产品为NEX 5、NEX 3及VG10。

## 优点
与一些入门级的数码单反相机相比，索尼R1有以下优点：
- 类Live View方式，实时给出场景信息
- 可旋转的LCD屏幕带来了更加灵活的取景与拍摄方式
- 由于无反光镜的存在，镜头可以十分接近传感器（R1镜组后端距离传感器为 2 毫米），从而提升了，特别是广角端的光学表现
- EVF与LCD屏幕中的图像由于扩增而可以保持明亮（相比之下，一个光学取景窗可能由于现场没有足够的光线而使得手动对焦取景或者构图变得困难）
- 在手动对焦时，图像在LCD与EVF中放大显示以方便对焦操作
- 因为R1使用了固定镜头，技术上无单反相机的进尘问题，但变焦时（R1采用外变焦）仍然可能导致灰尘进入
- 无反光镜的动作而带来了安静的操作
- 更少的可移动部件使得机身可靠性更高

## 缺点
R1也有如下缺点：
- 无可交换的镜头群，也就意味着只能有24-120 毫米的视野
- 无光学取景器，从而会有时滞问题
- 取景时也需开启主感光元件，带来了发热和相关的热噪声问题，噪点较单反略明显